# Sericesthis micans
Sericesthis micans är en skalbaggsart som beskrevs av Blackburn 1890. Sericesthis micans ingår i släktet Sericesthis och familjen Melolonthidae. Inga underarter finns listade i Catalogue of Life.